# Dallia (vis)
Dallia is een geslacht van straalvinnige vissen uit de familie van de hondsvissen (Umbridae).

## Soorten
- Dallia admirabilis Chereshnev, 1980
- Dallia delicatissima Smitt, 1881
- Dallia pectoralis Bean, 1880 – Grote waaiervis